# Naučná stezka Wolfram – Morávka
Naučná stezka Wolfram-Morávka (též Stezka paravýsadku Wolfram) je naučná stezka v Moravskoslezských Beskydech, spojující Morávku s chatou Slavíč. Její délka činí cca 14 km a má 5 zastavení. Tematicky zaměřena na řeku Morávku a historii. Byla vybudována v letech 2005 a 2006 jako připomínka Paraskupině Wolfram, která zde seskočila v roce 1944. Na cestě turisté najdou 5 zastavení.

## Vedení trasy
Trasa začíná na parkovišti u rozcestníku Morávka–Lipový. Odtud pokračuje po svahu Malého Travného proti proudu Morávky o okolo VN Morávka do osady Úspolka, kde se kříží s NS Prameny Morávky. Následně vede souběžně s červenou turistickou značkou do osady Hrachové a odtud spolu se zelenou značkou proti proudu Skalky k chatě Horák. Od chaty míří se žlutou značkou proti proudu Kotelského potoka do osady Kotly a k osadě Lačnov, resp. stejnojmennému rozcestníku. Následně se stáčí doleva a po červené značce míří k chatě Slavíč.

## Zastavení
- Parkoviště Morávka

Úvodní informační panel o paravýsadcích a skupině Wolfram s životopisem Josefa Otiska.
- Osada Úspolka

Informace o přesunu skupiny na Podolánky s životopisem zavražděného člena Josefa Bierského.
- Horák

Informace o seskoko skupina na místě zatčení Karla Svobody a jeho životopis.
- Kotly

Životopis Vladimíra Řezníčka, jeho vzpomínky a připomenutí brněnských trampů, kteří skupinu připomínali i za komunistického režimu.
- Kolářova chata na Slavíči

Informace o pobytu skupiny v Beskydech a přesunu na jižní Moravu s životopisem Josefa Černoty.